# Риба и пържени картофи
Рибата и пържените картофи са много популярна британска хранителна комбинация, включваща панирана и изпържена в маслена баня риба и пържени картофи.
Pибата и пържените картофи ca популярни не само в Обединеното кралство, но и в страните, колонизирани от империята (Австралия, Нова Зеландия, САЩ, Канада и ЮАР).

## История
В Обединеното кралство рибата и пържените картофи са евтина храна, за работници около крайбрежието и моряци, след работните часове, предпочитат се заради бързото развитие на риболовната промишленост в Северно море през втората половина на ХІХ век. С разширението на железопътната мрежа и намаляването на цените за транспорт на прясна риба скоро тази храна става популярна и във вътрешността на Великобритания.